# Apocalypto
Apocalypto er en amerikansk film fra 2006, instrueret af Mel Gibson. Filmen omhandler Maya-indianerne før spanierne koloniserede Nordamerika, som levede på Yucatanhalvøen i det, vi i dag kender som Mexico. Filmen blev nomineret til en Oscar i 2007.

## Kritik
Filmen har fået kritik af forskere som har studeret mayakulturen. Meget af filmens skildringer er i og for sig autentisk, kildefast og/eller plausibelt, kritikken retter sig mest om tid og sted for den slags begivenheder som skildres. Filmen udspiller sig i den postklassiske periode af mayacivilisationen, men den hovedperiode hvor menneskeofringer fandt sted i stor stil, var snarere under den klassiske periode, som sluttede omkring år 900, altså ca. 600 år før den tid filmen skildrer. Den postklassiske periode i Maya-kulturen var ikke nær så brutal. Hos aztekerne længere mod vest i Mexico var menneskeofringer imidlertid stadig almindelige, også omkring år 1500, og aztekerne drog stadig på krigstogter for at tage store mængder mennesker til fange, som skulle ofres.
Hovedpersonen 'Jaguar Paw' bliver spillet af 'Rudy Youngblood'.
Filmen handler om en landsby midt i junglen, der bliver angrebet af en stamme fra en anden by: "Byen af sten". Jaguar Paw og resten af byen bliver taget til fange og bragt til 'byen af sten'.

## Eksterne kilder og henvisninger
- Apocalypto på Internet Movie Database (engelsk)
- Apocalypto på Filmdatabasen
- Apocalypto på Scope
- Apocalypto i Svensk Filmdatabas (svensk)
- Apocalypto på AlloCiné (fransk)
- Apocalypto på MovieMeter (nederlandsk)
- Apocalypto på AllMovie (engelsk)
- Apocalypto hos American Film Institute (engelsk)
- Apocalypto på Turner Classic Movies (engelsk)
- Apocalypto på The Movie Database (engelsk)